# 长柄紫珠
长柄紫珠（学名：Callicarpa longipes）为马鞭草科紫珠属的植物，为中国的特有植物。分布在中国大陆的安徽、福建、广东、江西等地，生长于海拔300米至500米的地区，见于山坡灌丛及疏林中，目前尚未由人工引种栽培。
其种加词“Longipes”意为“长梗的”，“长柄的”。

## 变种
- 原变种 Callicarpa longipes var. longipes
- Callicarpa longipes var. mixiensis (Z.X.Yua) S.L.Chen